# Vibrační deska
Vibrační deska patří mezi hutnící stroje, tj. stroje určené pro hutnění zemin nebo živic (asfaltů). Pracovní částí je ocelová nebo ocelolitinová deska (též plotna), na které je umístěn vibrátor, nejčastěji poháněný spalovacím motorem. Vlivem vibrací se deska pohybuje a současně tyto vibrace přenáší na hutněný materiál. Obdobní stroj v menším provedení a se svislejší rukojetí (podobný pneumatickému sbíjecímu kladivu, s nímž je někdy kombinovatelný) se nazývá vibrační pěch. Tyto stroje se označují též jinými názvy, například mechanické dusadlo, slangově se nazývají též žába. 

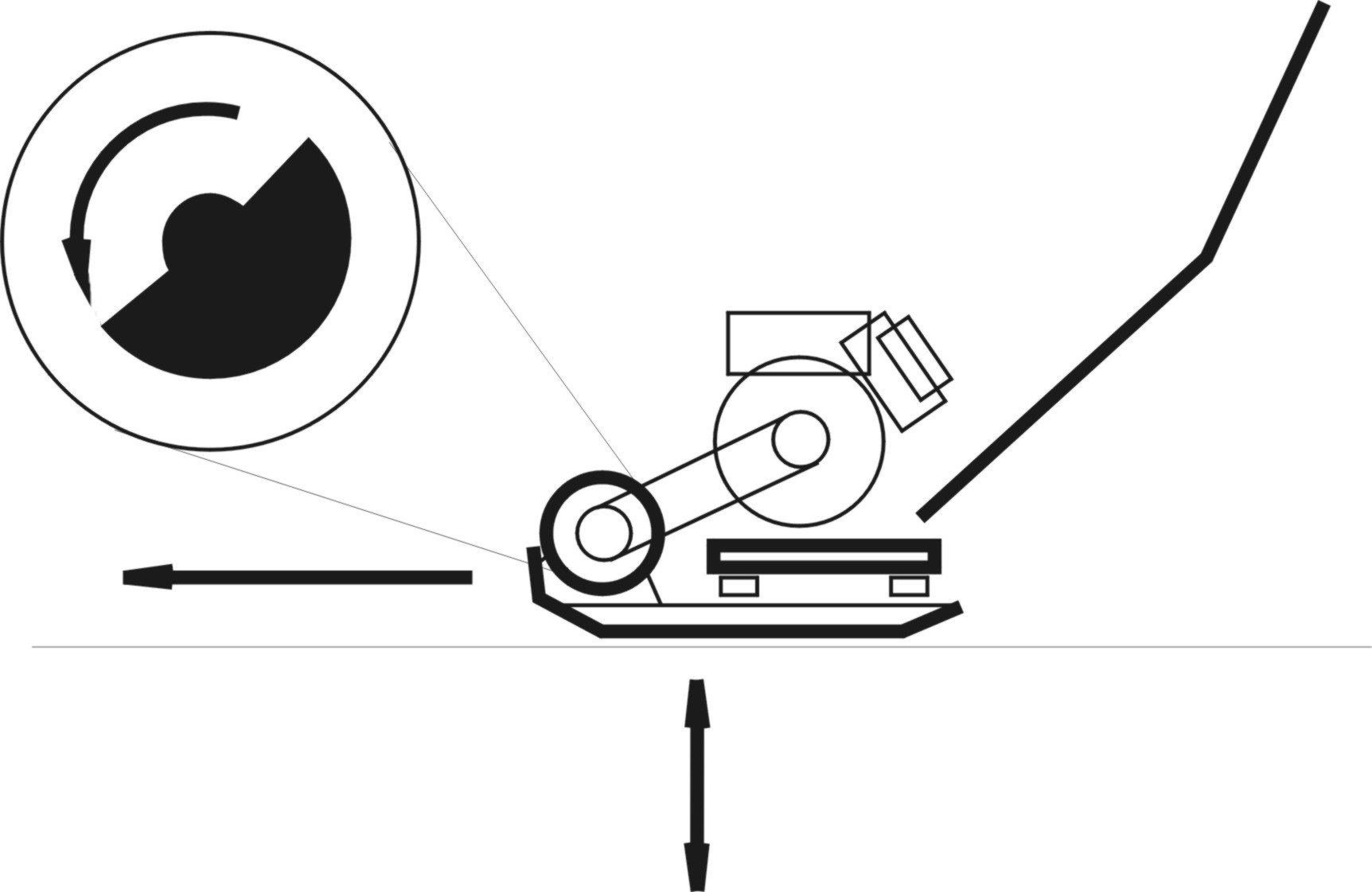
Schéma jednosměrné vibrační desky

Základní části – pracovním nástrojem je ocelová či ocelolitinová plotna. Na ní je upevněn vibrátor, který obsahuje jeden či více excentrů. Vibrátor je poháněn zpravidla spalovací motorem přes odstředivou spojku.

## Rozdělení
- jednosměrné (pojezd pouze vpřed)
- reverzní (pojezd vpřed i vzad)
- řiditelné (obvykle na dálkové ovládání, je možné směrové řízení)
- nesené (uzpůsobené k montáži na rameno bagru či jiného stroje, obvykle poháněné hydraulicky z hydraulického okruhu mateřského stroje).

Jednosměrné vibrační desky jsou obvykle jednoduché konstrukce, s celkovou hmotností od 40 do 150 kg (typicky 100kg +/−). Jsou vybaveny vibrátorem s jedním excentrem, který vyvozuje neusměrněnou kruhovou vibraci. Vibrátor je vždy upevněn na přední části stroje a otáčí se ve stejném směru, jako je smysl pohybu stroje. Vibrační desku ovládá obsluha, která za ní kráčí a řídí její směr. Stroj se uvádí do pohybu a zastavuje pouhým přidáním plynu – při přidání plynu se rozběhne odstředivá spojka a roztočí vibrátor.

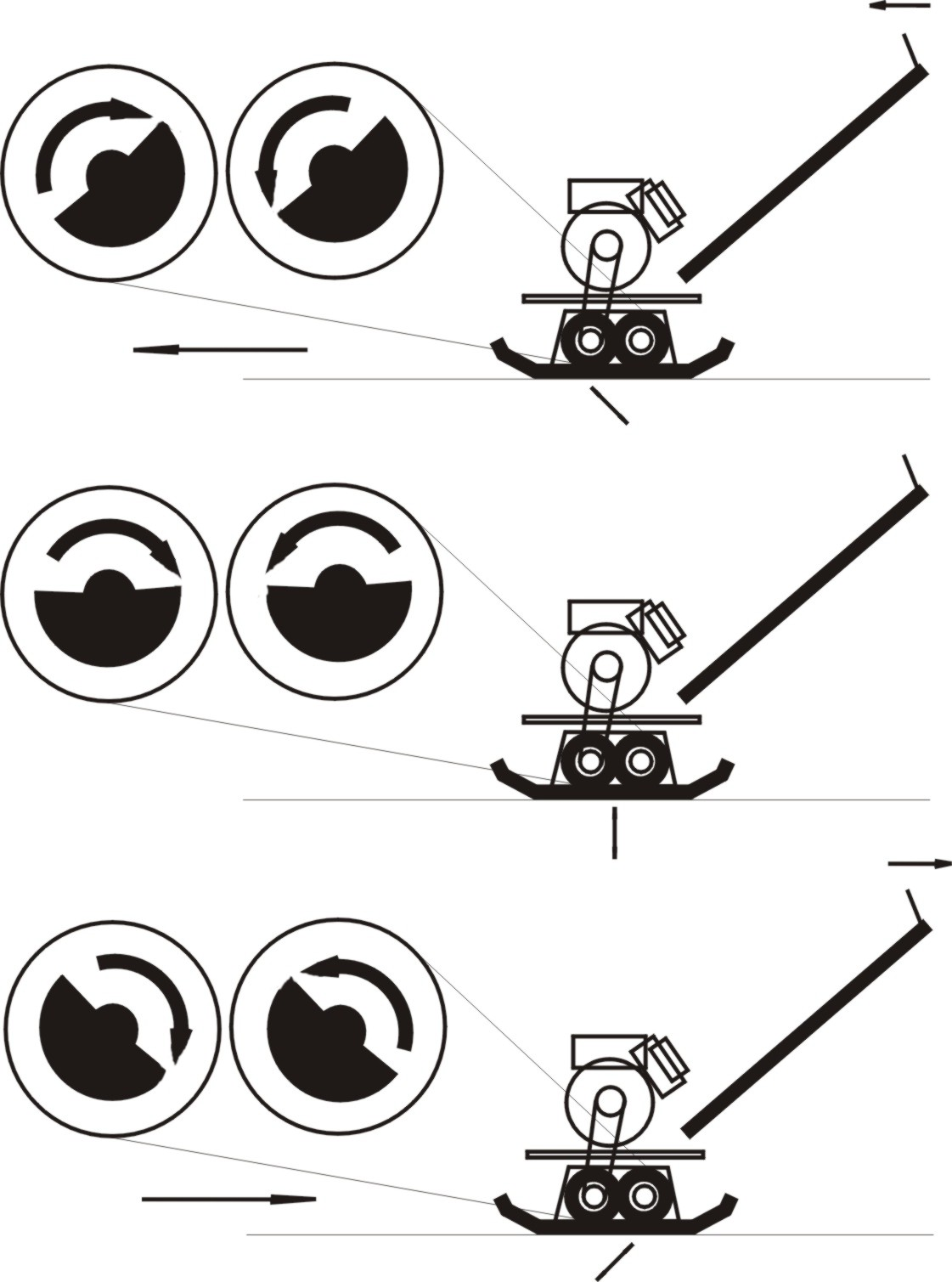
Schéma reverzní vibrační desky

Reverzní vibrační desky spadají obvykle do vyšší váhové kategorie (100–500kg, výjimečně až do 1t). Jsou vybaveny vibrátorem s usměrněnou vibrací, přičemž vektor výsledné síly je možné v určitém rozmezí naklápět. Změnou směru vektoru vibrace se pak řídí směr pojezdu.

Řiditelné vibrační desky se vyskytují velmi vzácně, obvykle jako vlajková loď velkých výrobců. Vycházejí z konstrukce reverzní vibrační desky, ale navíc jsou vybaveny dalšími mechanismy, které umožňují jejich směrové řízení a tím i možnost jejich dálkového ovládání.

## Použití
Jednosměrné vibrační desky jsou velmi univerzální hutnící stroje, i když díky své nevelké hmotnosti s poměrně malým výkonem. Používají se pro hutnění zemin (podkladní vrstvy staveb), hutnění živic (např. při opravách silnic) a jsou nezastupitelné při pokládce zámkové dlažby.

Reverzní vibrační desky jsou stroje s velkým hutnícím účinkem. Používají se obvykle pro hutnění zemin (zásypy, navážky, náspy atd.), rovněž pro hutnění živic.

## Základní parametry
- statická hmotnost (též provozní hmotnost)
- amplituda vibrace
- odstředivá síla
- frekvence

Vhodným nastavením těchto parametrů je dosaženo optimálního hutnícího účinku.

## Přední světoví výrobci
- Wacker
- Weber MT
- Bomag
- Dynapac
- Ammann
- Belle
- NTC
- Tekpac
- Husqvarna